# Masherbrum Range
Masherbrum Range – łańcuch górski w Karakorum. Leży na południe od lodowca Baltoro, w Baltistanie, części północnego Pakistanu. Nie jest tak popularny jak Baltoro Muztagh, leżący po drugiej stronie lodowca Baltoro, posiada jednak jedne z najwyższych szczytów Ziemi, co przyciąga wspinaczy z całego świata.
Najwyższe szczyty:
- Maszerbrum 7821 m
- Chogolisa 7665 m
- Baltoro Kangri 7312 m
- Baltistan Peak (K6) 7282 m